# Wankaner
Wankaner é uma cidade e um município no distrito de Rajkot, no estado indiano de Guzerate.

## Geografia
Wankaner está localizada a 22° 37′ N, 70° 56′ L. Tem uma altitude média de 81 metros (265 pés).